# 김정수 (축구인)
김정수(한국 한자: 金廷洙, 1975년 1월 17일 ~ )는 대한민국의 전 축구 선수이자 현 축구 지도자 겸 행정가로 현역 시절 대전 하나 시티즌, 제주 SK, 용인시민축구단 등에서 수비수로 활약했으며 현재 제주 SK의 수석 코치로 재직 중이다.

## 클럽 경력
1997년 K리그 드래프트에서 창단팀 우선지명 선수로 지명되어 대전 시티즌에 입단하였다. 3월 22일 울산 현대와의 대전 창단 첫경기서 골을 성공시키며 대전의 창단 1호골의 주인공이 되었다. 1997 시즌 리그 전 경기를 출장하였지만 1998년 무릎인대 파열 진단을 받으면서 병역을 면제받았으며 2001년에는 대전의 FA컵 우승을 이끌었고 이듬해인 2002년에는 대전의 주장으로 선임되기도 하였다. 2003 시즌 종료 후 FA 자격을 취득한 김정수는 곧바로 제주 유나이티드로 이적하였으며 이적하자마자 정해성 감독에 의해 주장으로 선임되면서 2005년까지 제주의 주장으로 활약하였지만 무릎 부상으로 2005 시즌 종료 뒤 은퇴를 선언하였다.

## 지도자 경력
2008년 백암고등학교의 코치로 부임하여 2년동안 활동하였고 2009년 백암고등학교가 제11회 백운기 고교축구대회 우승을 차지하면서 코치상을 수상했다. 2010년 내셔널리그의 용인시청의 코치로 활동했으며 2011년에는 신생팀 광주 FC의 코치로 활동하기도 했다. 그리고 2014년 김상호 감독의 부름을 받아 대한민국 U-20 축구 국가대표팀의 코치로 부임하였으나 2014년 AFC U-19 챔피언십에서 조별리그 탈락이라는 부진한 성적의 책임을 지고 김상호 감독과 함께 사임하였다. 이후 2017년부터 대한민국 U-17 축구 국가대표팀의 지휘봉을 잡아 팀을 2018년 AFC U-16 챔피언십 4강, 2019년 FIFA U-17 월드컵 8강에 올려놓았다.
그 후, 대한민국 U-23 코치로 부임하였다가 2022년 7월 일신상의 이유로 사임하였다. 또한 정정용의 후임으로 U-20 청소년 국가대표팀 감독을 맡았으나, 2020년에 전 세계를 강타한 코로나19 범유행의 여파로 인하여 각종 국제 대회가 취소되면서 제대로 감독직을 수행하지 못한 채 김은중에게 넘겼다.

## 수상

### 클럽 (선수)
대전 하나 시티즌
- FA컵 : 우승 (2001), 4강 (2002)
- 슈퍼컵 : 준우승 (2002)

제주 유나이티드
- FA컵 : 준우승 (2004)
- 리그컵 : 4강 (2005)

용인시민축구단
- 구 K3리그 : 3위 (2008, 2009)